# Víctor Martínez (fisicoculturista)
Víctor Martínez (San Francisco de Macorís, República Dominicana, 29 de julio de 1973), conocido como "The Dominican Dominator", es el segundo dominicano en convertirse en profesional del fisicoculturismo. El primero fue Tony Domenench de Puerto Plata, que se convirtió en profesional en 1995. Ganó el torneo Arnold Classic en 2007 y fue finalista en el Mr. Olympia del mismo año. Firmó un contrato de patrocinio con Maximum Human Performance, empresa que también patrocina a Michael Kefalianos.

## Biografía
Su carrera se inició cuando compitió en el 1997 National Physique Committee (NPC) de Nueva York Metro Campeonato como semipesado, donde se colocó en primer lugar. Continuó compitiendo en torneos de la APN hasta 2001, donde compitió en el torneo de la IFBB en primer lugar, the Night of Champions, donde se colocó en 8.º lugar. Al año siguiente, en 2002, compitió en su primer Arnold Classic, y se coloca 13vo. lugar. También compitió en su primer Ironman Pro Invitational el mismo año, colocando 9.º lugar. En 2003 se fue a ganar the Night of Champions.
Su primer Mr. Olympia fue en 2004, donde se colocó 9.º lugar, pero se adelantó al 5.º lugar en 2005, 3.er. lugar en 2006, y 2.º lugar en 2007. En 2005 Ronnie Coleman predijo que Martínez sería su sucesor como Mr. Olympia, aunque esta posición es mantenida por el Mr. Olympia 2009 Jay Cutler.
En 2007, Martínez tuvo primero en el Arnold Classic. Martínez más tarde terminó en segundo lugar a Jay Cutler en el concurso Mr. Olympia 2007,
En enero de 2008, Martínez fue sometido a cirugía para reparar su tendón rotuliano izquierdo, que rompió mientras estaba realizando el calentamiento estocadas. Debido a la gravedad de la lesión, no pudo competir ni en el Arnold Classic 2008 o 2008 Mr. Olympia contests,
En julio de 2009, la hermana de Víctor, Eridania Rodríguez, desapareció del trabajo en un rascacielos de Nueva York en circunstancias misteriosas. Se le encontró muerta 4 días después en el interior de un pozo de ventilación en la planta donde estaba trabajando.
Víctor Martínez tiene 2 hijos, Justin y Jared y 3 hijas, Victoria  Zayde & Vivian.
Víctor compitió en el 2009 IFBB Arnold Classic colocándose en 2.º lugar.
Víctor es copropietario del Muscle Maker Grilll en Edgewater NJ en 725 River Road # 45 Edgewater NJ 07020 y es el portavoz de la franquicia en su conjunto.

## Estadísticas
- Altura: 5'9 "/ 175 cm.
- Peso en el concurso: 250 libras / 113 kg.
- Peso, Fuera de la temporada: 290 libras / 132 kg.
- Brazos: 23 "/ 57 cm.
- Pecho: 58 "/ 147,5 cm.
- Cintura: 32 "/ 81,5 cm
- Muslos: 30 "/ 76,5 cm.
- Gemelos: 20 "/ 51 cm.

## Historia de las competencias

### Carrera Amateur
- 1993 Elmo's Gym, Teenage, 1st
- 1994 NPC Bev Francis Atlantic States, 27th
- 1997 NPC New Jersey Suburban State Bodybuilding Contest, Light-Heavyweight, 1st and Overall
- 1997 NPC New York Metropolitan Championships, Light-Heavyweight, 1st and Overall
- 1999 NPC Bev Francis Atlantic States, 16th
- 2000 NPC Junior USA, Heavyweight, 1st
- 2000 NPC Nationals, Heavyweight, 1st and Overall

### Carrera Profesional
- 2001 IFBB Night of Champions, 8th
- 2002 IFBB Arnold Classic, 13th
- 2002 IFBB Ironman Pro Invitational, 9th
- 2003 IFBB Night of Champions, 1st
- 2004 IFBB Mr. Olympia, 9th
- 2004 IFBB GNC Show of Strength Pro Championship, 1st
- 2005 IFBB Arnold Classic, 7th
- 2005 IFBB New York Pro Championship, 3rd
- 2005 IFBB Mr. Olympia, 5th
- 2005 IFBB San Francisco Pro Invitational, 5th
- 2006 IFBB Arnold Classic, 3rd
- 2006 IFBB Mr. Olympia, 3rd
- 2007 IFBB Arnold Classic, 1st
- 2007 IFBB Mr. Olympia, 2nd
- 2009 IFBB Arnold Classic, 2nd
- 2009 IFBB Mr. Olympia, 6th
- 2010 IFBB Mr. Olympia, 8th
- 2011 IFBB Arnold Classic, 3rd
- 2011 IFBB Mr. Olympia, 4th
- 2011 IFBB Arnold Classic Madrid, 1st
- 2013 IFBB New York Pro Championship, 2nd
- 2013 IFBB Toronto Pro Supershow, 1st
- 2013 IFBB Mr. Olympia, 11th
- 2013 IFBB Arnold Classic Madrid, 5th
- 2014 IFBB Mr. Olympia, 8th
- 2014 IFBB Arnold Classic, 4th
- 2015 IFBB Mr. Olympia, 9th
- 2016 IFBB Baltimore Pro, 1st
- 2017 IFBB Muscle Mayhem, 1st